# Čandrika Kumaratungová
Čandrika Kumaratungová (anglicky Chandrika Bandaranaike Kumaratunga, sinhálsky චන්ද්‍රිකා බන්ඩාරනායක කුමාරතුංග, tamilsky சந்திரிகா பண்டாரநாயக்கே குமாரதுங்கா, (* 29. června 1945 Kolombo) je srílanská politička. V letech 1994 až 2005 byla na Srí Lance prezidentkou a předsedkyní Strany svobody.

## Život a politická kariéra
Čandrika Kumaratungová pochází z bohaté a politicky aktivní rodiny. Její otec S. W. R. D. Bandaranaike byl v době jejího narození ministrem pro místní správu, později předsedou Strany svobody na Srí Lance (SLFP) a od roku 1956 premiérem země. Zastupoval socialistické a nacionalistické pozice, které upřednostňovaly sinhálsko-buddhistickou většinovou populaci před většinou hinduistickými Tamily. V roce 1959 byl zavražděn. Po jeho smrti se její matka Sirimavo Bandaranaike stala vůdkyní SLFP, předsedkyní vlády a později vůdkyní opozice v zemi.
Navštěvovala katolickou dívčí školu St. Bridget's Convent v Kolombu a studovala práva na Aquinas University College. Ve studiu pokračovala ve Francii na Institut d'études politiques de Paris a absolvovala stáž politické novinářky v deníku Le Monde. V letech 1972 až 1976 byla na Srí Lance ředitelkou komise pro pozemkovou reformu. V letech 1976 až 1979 byla odborným konzultantem v Organizaci OSN pro výživu a zemědělství (FAO). Po zničující volební porážce SLFP v roce 1977 byla také redaktorkou sinhálského deníku Dinakara, a to až do roku 1985.
V roce 1978 se provdala za filmového herce a politika Vijayu Kumaratungu. Pár měl dceru a syna. Vijaya Kumaratunga založil svou vlastní levicovou socialistickou stranu v roce 1984 s názvem Sri Lanka Mahajana Pakshaya (SLMP; Sri Lanka People's Party), která se distancovala od sinhálského nacionalismu SLFP a usilovala o usmíření s Tamily. Vijaya Kumaratunga byl zavražděn sinhálskými extrémisty (před jeho manželkou) v únoru 1988. Po vraždě svého manžela se dočasně stáhla z politiky a odjela do Anglie. Tam pracovala v Institutu studií Commonwealthu na University of London a ve World Institute for Development Economics Research na Univerzitě OSN.
V roce 1991 se vrátila na Srí Lanku. Znovu se stala politicky aktivní s SLFP, kterou stále vedla její matka Sirimavo Bandaranaike a byla v opozici vůči vládě strany UNP Ranasinghe Premadasa. V květnu 1993 byla zvolena předsedkyní vlády pro Západní provincii. Předsedkyní vlády Srí Lanky byla jmenována po vítězství Lidové aliance, levicové aliance různých opozičních stran, v předčasných parlamentních volbách v srpnu 1994. Zároveň po své matce převzala stranické vedení SLFP.
O tři měsíce později vyhrála prezidentské volby se 62,3 procenty hlasů proti Vajira Srimathi Dissanayake z dříve vládnoucí UNP. 12. listopadu 1994 složila prezidentskou přísahu. Poté jmenovala svou matku Sirimavo Bandaranaike předsedkyní vlády; bylo to její třetí funkční období. Na začátku svého funkčního období vedla smířlivý kurz vůči tamilskému separatistickému hnutí Tygři osvobození tamilského Ílamu (LTTE) s cílem ukončit občanskou válku, která otřásala zemí. Poté, co tyto plány selhaly, zaujala přísnější bezpečnostní linii proti separatistům.
Volební kampaň k předčasným prezidentským volbám 21. prosince 1999 byla poznamenána násilím. 18. prosince na ni terorista LTTE spáchal sebevražedný útok. Kumaratungová pokus o atentát přežila, ale její pravé oko bylo tak vážně zraněno, že oko osleplo. Ve volbách o tři dny později dokázala těžit z výrazného zvýšení popularity a byla potvrzena ve funkci s 51 % odevzdaných hlasů.
Kandidatuře do prezidentských voleb v listopadu 2005, na kterou po dvou funkčních obdobích neměla nárok, zabránila ústavní stížnost „Strany národního dědictví“ (Jathika Hela Urumaya). Její nástupce byl Mahinda Rajapaksa.